# Pediasia nephelostictus
Pediasia nephelostictus là một loài bướm đêm trong họ Crambidae.